# علم مسيسيبي
أعتمد علم ولاية مسيسيبي في يوم 7 شباط - فبراير من عام 1894 م ويتكون العلم من من ثلاث خطوط أفقية بالألوان الأزرق، الأبيض والأحمر ويوجد في الزاوية اليسرى العليا من العلم يوجد علم الولايات الكونفدرالية الأمريكية وهي آخر ولاية تحتفظ بالعلم الكونفدرالي داخل علمها.

## أعلام سابقة
|  |  |